# 相原之寿
相原 久寿（あいはら ひさとし、1945年10月26日 - ）は、日本の経営者。森下仁丹社長を務めた。

## 経歴
愛媛県出身。1968年に同志社大学工学部を卒業し、1970年5月に森下仁丹に入社。1996年6月に取締役に就任し、2000年4月に常務、2004年6月に専務を経て、2005年4月には社長に就任。2006年10月に取締役相談役を経て、2007年6月には特別顧問に就任。